# Font de les Monges
La Font de les Monges és una de les fonts més destacades de Sant Fost de Campsentelles (la Conreria).
El nom de la Font de les Monges popularment s'interpreta que vindria donat perquè les monges del convent de Montalegre (1247-1362) a Tiana, vindrien a aquesta font de la Conreria.
El 1250 el bisbe de Barcelona, Arnau de Gurb, consagrà l'altar de Santa Maria de Montalegre i va encarregar a les germanes agustines la parròquia de Sant Cebrià de Cabanyes, al terme de Sant Fost de Campsentelles.
El 1869 hi van ser detinguts nou persones que van morir afusellats per ordre del coronel Casalis, acusats com a organitzadors d'una partida carlina.
A principi del segle xx hi havia al costat de la font una imatge de Sant Bru (patró dels frares de la Cartoixa de Montalegre), però aquesta imatge va desaparèixer durant la Guerra Civil Espanyola. Aquesta font està en ruïnes per culpa del vandalisme.

## La llegenda
Diu la llegenda de la Font de les Monges que dues monges que eren molt amigues i vivien al convent de Montalegre van fer un pacte abans de morir. Varen quedar que la primera a morir donaria un senyal de l'existència després de la mort. Al cap d'uns anys, va haver-hi un fatal incendi al convent i el resultat va ser que una d'aquestes monges va quedar greument ferida, sobretot a la cara, que li va quedar totalment desfigurada. Al cap de poc d'aquest incident, unes quantes monges, sempre que anaven soles de camí a la font, morien apunyalades brutalment, i sempre es va trobar el seu cos en mig del claustre del convent.
Anys després, la monja malferida va morir, alguns deien que va ser un suïcidi, d'altres un assassinat. Arrel d'aquella mort, els assassinats van acabar, però són freqüents les persones que expliquen les aparicions d'un esser estrany, amb la cara blanca i sense rostre, als voltants del convent. Diu la llegenda que la monja apareix quan hi ha incrèduls que dubten de la seva existència, ganivet en mà buscant a la seva amiga monja. Diuen també que una vegada va deixar un escrit després de desaparèixer.